# Fédération de Taipei chinois de rugby à XV
La fédération de Taipei chinois de rugby à XV (officiellement en anglais : Chinese Taipei Rugby Football Union, en chinois traditionnel : 中華民國橄欖球協會 ; pinyin : Zhōnghuá mínguó gǎnlǎnqiú xiéhuì) est l'instance qui régit l'organisation du rugby à XV à Taïwan.

## Historique
La fédération est fondée en novembre 1946, en tant que Fédération de république de Chine de rugby, sous l'impulsion de Ke Zhi-zhang, joueur international japonais originaire de l'île de Taïwan, avec l'aide de la collaboration de son employeur, l'Administration des chemins de fer de Taïwan (en).
Le 15 décembre 1968 à Bangkok, l'Asian Rugby Football Union est fondée à l'initiative des fédérations de Hong Kong, du Japon, et de la Thaïlande, afin de créer un championnat annuel rassemblant les équipes nationales asiatiques. Cinq autres fédérations, dont celle de Taïwan, font également partie des fondateurs de cet organisme destiné à régir l'organisation du rugby sur le continent asiatique.
La fédération devient ensuite en 1986 membre de l'International Rugby Board, organisme international du rugby à XV,. Elle intègre en 1987 la Fédération internationale de rugby amateur jusqu'en 1999, date à laquelle cette dernière réduit son périmètre d'action au continent européen. Elle est également membre du Comité olympique de Taipei chinois.
Dans les années 1990, la fédération concède un changement d'identité : en effet, elle utilise alors l'identité de « Chine » par l'intermédiaire de celle de la « république de Chine », en référence au nom officiel du régime politique gouvernant le territoire taïwanais. L'International Rugby Board ne reconnaissant qu'un seul représentant de la Chine, cette similarité empêche les autorités sportives de la république populaire de Chine de pouvoir disposer d'une fédération nationale bénéficiant d'une affiliation officielle. George Simpkin (en), alors membre de la Fédération hongkongaise, se rapproche de la Fédération taïwanaise afin de leur demander d'abandonner l'emploi du terme « république de Chine » au profit du titre « Taipei chinois »,.

## Présidents
Les personnes suivantes se succèdent au poste de président de la fédération :
1. Huang Guoshu (chinois traditionnel : 黃國書) (un mandat)
2. Zhou Tianxiang (chinois traditionnel : 周天翔) (un mandat)
3. Liu Yuru (chinois traditionnel : 劉侃如) (un mandat)
4. Shi Yonggui (chinois traditionnel : 石永貴) (un mandat)
5. Wang Jiayu (chinois traditionnel : 王家驊) (un mandat)
6. Zhuang Zhengyan (chinois traditionnel : 莊正彥) (deux mandats)
7. Cai Chenwei (chinois traditionnel : 蔡辰威) (deux mandats)
8. Lin Zhenyu (chinois traditionnel : 林鎮岱) (un mandat)
9. Li Hongxin (chinois traditionnel : 李宏信) (deux mandats)
10. Huang Hanjun (chinois traditionnel : 黃漢滄) (un mandat)
11. Zhang Fu-lin (chinois traditionnel : 章富麟) (élu en avril 2022[11],[12], un mandat en cours)